# El castor
El castor (títol original en anglès, The Beaver) és una pel·lícula estatunidenca de 2011 dirigida per Jodie Foster.

## Argument
Un home es passeja constantment amb una marioneta de castor que tracta com un ésser humà dotat de sentiments.

## Repartiment
- Mel Gibson: Walter Black
- Jodie Foster: Meredith Black
- Anton Yelchin: Porter Black
- Jennifer Lawrence: Norah
- Michelle Ang: traductora de japonès
- Riley Thomas Stewart: Henry Black

## Al voltant de la pel·lícula
- Jodie Foster realitza la seva tercera pel·lícula després de Little Man Tate i Home for the Holidays.
- Jodie Foster i Mel Gibson havien rodat junts 16 anys abans a Maverick.
- A Jim Carrey i Steve Carell se'ls va oferir el paper de Walter Black, però van declinar l'oferta. Serà per Mel Gibson.